# 1996–1997-es magyar női kosárlabda-bajnokság
Az 1996–1997-es magyar női kosárlabda-bajnokság a hatvanadik magyar női kosárlabda-bajnokság volt. Az A csoportban tizennégy csapat indult el, a csapatok két kört játszottak. Az alapszakasz után az 1-8. helyezettek play-off rendszerben játszottak a bajnoki címért, míg a 9-14. helyezettek az egymás elleni eredményeiket megtartva újabb két kört játszottak a kiesés elkerüléséért.
Az MTK a bajnokság közben visszalépett, eredményeit törölték.
A következő évtől csak 12 csapat indulhatott az A csoportban, ezért az A csoport 11-13. helyezettje és a B csoport másodikja között play-off rendszerű rájátszással döntötték el, hogy mely csapat maradhat bent (a visszalépett MTK helyett a B csoport első helyezettje automatikusan A csoportos lett).
A Szegedi TE új neve Szeged KE lett.

## Alapszakasz
| #   | Csapat                      | M  | Gy | V  | K+   | K-   | P  |
| --- | --------------------------- | -- | -- | -- | ---- | ---- | -- |
| 1.  | BSE                         | 24 | 21 | 3  | 2199 | 1662 | 45 |
| 2.  | Ferencvárosi TC             | 24 | 20 | 4  | 2070 | 1636 | 44 |
| 3.  | Diósgyőri KSK-BorsodChem    | 24 | 19 | 5  | 2275 | 1849 | 43 |
| 4.  | Pécsi VSK-Dália             | 24 | 18 | 6  | 1912 | 1580 | 42 |
| 5.  | GYSEV Sopron                | 24 | 18 | 6  | 1951 | 1689 | 42 |
| 6.  | Soproni Postás              | 24 | 14 | 10 | 1834 | 1669 | 38 |
| 7.  | Zala Volán TE               | 24 | 10 | 14 | 1706 | 1802 | 34 |
| 8.  | Petőfi Nyomda-Kecskeméti KC | 24 | 10 | 14 | 1795 | 1840 | 34 |
| 9.  | Bajai TK-Elma               | 24 | 8  | 16 | 1722 | 2053 | 32 |
| 10. | KSC Szekszárd               | 24 | 8  | 16 | 1748 | 1998 | 32 |
| 11. | Egis-OSC                    | 24 | 5  | 19 | 1765 | 2082 | 29 |
| 12. | Közgáz SC                   | 24 | 3  | 21 | 1583 | 2148 | 27 |
| 13. | Ikarus KC                   | 24 | 2  | 22 | 1660 | 2212 | 26 |
| 14. | MTK                         | -  | -  | -  | -    | -    | -  |

* M: Mérkőzés Gy: Győzelem V: Vereség K+: Dobott kosár K-: Kapott kosár P: Pont

## Rájátszás

### 1–8. helyért
Negyeddöntő: BSE–Petőfi Nyomda-Kecskeméti KC 99–68, 70–65 és Ferencvárosi TC–Zala Volán TE 83–62, 72–63 és Diósgyőri KSK-BorsodChem–Soproni Postás 100–85, 70–73, 84–77 és Pécsi VSK-Dália–GYSEV Sopron 85–71, 66–65
Elődöntő: BSE–Pécsi VSK-Dália 81–78, 70–80, 81–79, 60–78, 81–72 és Ferencvárosi TC–Diósgyőri KSK-BorsodChem 79–60, 78–85, 108–81, 66–77, 61–58
Döntő: BSE–Ferencvárosi TC 80–100, 60–62, 83–64, 74–72, 67–79
3. helyért: Diósgyőri KSK-BorsodChem–Pécsi VSK-Dália 83–93, 66–72, 81–88
5–8. helyért: GYSEV Sopron–Petőfi Nyomda-Kecskeméti KC 95–62, 87–74 és Soproni Postás–Zala Volán TE 75–63, 76–62
5. helyért: GYSEV Sopron–Soproni Postás 74–80, 60–72
7. helyért: Zala Volán TE–Petőfi Nyomda-Kecskeméti KC 85–72, 73–72

### 9–14. helyért
| #   | Csapat        | M  | Gy | V  | K+   | K-   | P  |
| --- | ------------- | -- | -- | -- | ---- | ---- | -- |
| 9.  | Bajai TK-Elma | 16 | 13 | 3  | 1377 | 1233 | 29 |
| 10. | KSC Szekszárd | 16 | 11 | 5  | 1328 | 1207 | 27 |
| 11. | Egis-OSC      | 16 | 7  | 9  | 1307 | 1328 | 23 |
| 12. | Közgáz SC     | 16 | 5  | 11 | 1251 | 1328 | 21 |
| 13. | Ikarus KC     | 16 | 4  | 12 | 1205 | 1372 | 20 |
| 14. | MTK           | -  | -  | -  | -    | -    | -  |

### Az A csoportba jutásért
Elődöntő: Egis-OSC–Szeged KE 88–84, 67–68, 70–86, 72–79 és Közgáz SC–Ikarus KC 79–81, 92–70, 68–63, 59–54
Döntő: Közgáz SC–Szeged KE 71–75, 81–74, 76–79, 80–76, 77–73